# Nova Maracá
A comunidade Parque Nova Maracá, fica situada no bairro de Tomás Coelho, na zona norte da cidade do Rio de Janeiro. Esta comunidade é popularmente conhecida como Juramentinho. Nome dado pois é vizinha ao Morro do Juramento, uma das favelas mais perigosas da cidade. Por ser menor e mais recente, a Nova Maracá ficou conhecida como Juramentinho. 
A clínica da família Herbert de Souza atende os moradores do Parque Nova Maracá. A Clínica fica situada bem na entrada da comunidade.

## História
O parque Nova Maracá é uma comunidade nova, há indícios que as primeiras ocupações datam de 1993, porém a comunidade só foi oficializada em 15 de maio de 1996, data da inauguração de sua associação que leva o nome da comunidade. Portanto, no ano de 2016, o Parque Nova Maracá completará 20 anos de existência  oficialmente. 